# V567 Возничего
V567 Возничего (лат. V567 Aurigae) — двойная затменная переменная звезда типа W Большой Медведицы (EW) в созвездии Возничего на расстоянии приблизительно 3267 световых лет (около 1002 парсеков) от Солнца. Видимая звёздная величина звезды — от +13,2m до +12,55m. Орбитальный период — около 0,71 суток (17,041 часов).

## Характеристики
Первый компонент — жёлтая звезда спектрального класса G. Радиус — около 2,47 солнечных, светимость — около 6,105 солнечных. Эффективная температура — около 5776 К.
Второй компонент — жёлтая звезда спектрального класса G.